# František Ignác Kassián Halaška
František Ignác Kassián Halaška, Sch.P. (německy Franz Ignatz Cassian Hallaschka; 10. července 1780, Budišov nad Budišovkou – 12. července 1847, Praha) byl český římskokatolický kněz, piarista a osvícenský přírodovědec, matematik, fyzik a astronom. Byl významnou osobností české vědy 1. poloviny 19. století, když působil jako rektor University Karlovy i Vídeňské university. Roku 1838 se stal proboštem ve Staré Boleslavi.

## Život
Otec Isidor byl tkadlec a matka Marie posluhovala. Studoval ve Staré Vodě, Kroměříži (kde byl v roce 1796 přijat na piaristické gymnázium přímo do třetího ročníku), Strážnici i v Mikulově.
Ještě během studií vstoupil v roce 1799 do katolického vzdělávacího řádu piaristů (Clerici regulares scholarum piarum). Svou kariéru začal v letech 1801 až 1803 jako učitel matematiky a fyziky na středních školách ve Strážnici, Mikulově a Kroměříži.
V roce 1804 byl jmenován asistentem na Teresianu ve Vídni a stal se prefektem této školy. Studium fyziky zakončil v roce 1807 získáním titulu doktora filosofie a poté vrátil se zpět na Moravu jako učitel fyziky a matematiky na piaristských školách v Mikulově a v Brně. V Brně si také nechal postavit malou astronomickou observatoř, kterou opatřil potřebnými přístroji.
V letech 1814 až 1832 působil v Praze jako profesor fyziky na univerzitě a pro akademický rok 1832 byl zvolen jejím rektorem. Rovněž v roce 1832 byl jmenován vládním radou (členem vládní komise pro vysoké školství) a z tohoto titulu řídil všechny filosofické ústavy, technické školy, námořní školy, hornické školy a lesnické akademie v celé monarchii. Zlepšil výrazně výuku fyziky na školách v celé monarchii, inicioval a podporoval vznik kabinetů fyziky ve školách a kladl důraz na předvádění fyzikálních experimentech ve školách.
V roce 1823 se stal členem Královské české společnosti nauk. V letech 1833-1834 se stal rektorem Vídeňské univerzity. V roce 1844 byl jmenován radním na císařském dvoře a v roce 1838 se stal proboštem kapituly ve Staré Boleslavi a zemským prelátem Království českého.
Halaška je charakterizován svými současníky jako jasná osobnost neobvyklého šarmu a diplomatických schopností. Jeho velkým přítelem byl fyziolog světového jména Jan Evangelista Purkyně. I když byla hlavní náplní jeho práce výuka fyziky, jeho publikace v oborech experimentální fyziky, optiky, termodynamiky, elektřiny a magnetismu nepřekročily standardní úroveň kurzů na vysoké škole. Na druhé straně jeho astronomické práce ukazují vynikající schopnosti při výpočtech a detailní znalosti jeho současné astronomické literatury a invenci při zlepšování výpočetních metod. Za dílo Základní poznatky o zatmění slunce při oběhu měsíce obdržel Dánskou záslužnou medaili. Je autorem desítek odborných přírodovědných, matematických i astronomických knih, z jeho učebnice Příručka přírodovědy se učili studenti ještě počátkem 20. století. Jeho práce z astronomie, mechaniky, optiky, elektřiny, magnetismu a termiky byly v jeho době většinou jedinými vědeckými pracemi.
Během svého pobytu v Praze žil Halaška v klášteře piaristů v Herrengasse č. 856 (nyní Panská ulice) na Novém Městě. Přizpůsobil jednu část v posledním patře této budovy do podoby astronomické observatoře a vybavil ji přístroji vysoké kvality, srovnatelnými s vybavení největší pražské hvězdárny v Klementinu. Právě zde se v letech 1817 až 1832 věnoval astronomickým, meteorologickým a geomagnetickým měřením, která později publikoval. Halaška spolupracoval s astronomy z Klementina, a to především s Martinem Aloisem Davidem (1757 - 1834), ředitelem klementinské hvězdárny. Halaškova měření běžela souběžně s pozorováními prováděnými v Klementinu, ale byla na sobě nezávislá. Obě observatoře byly v centru města a měly od sebe vzdálenosti menší než 1 km.

## Význam
V rodném Budišově nad Budišovkou si Halašky velmi váží. Je po něm pojmenováno náměstí ve městě a částečně po něm pojmenovali rozhlednu Halaška (Kopřivná) postavenou nedaleko Budišova nad Budišovkou.